# سید مجید بنی‌فاطمه

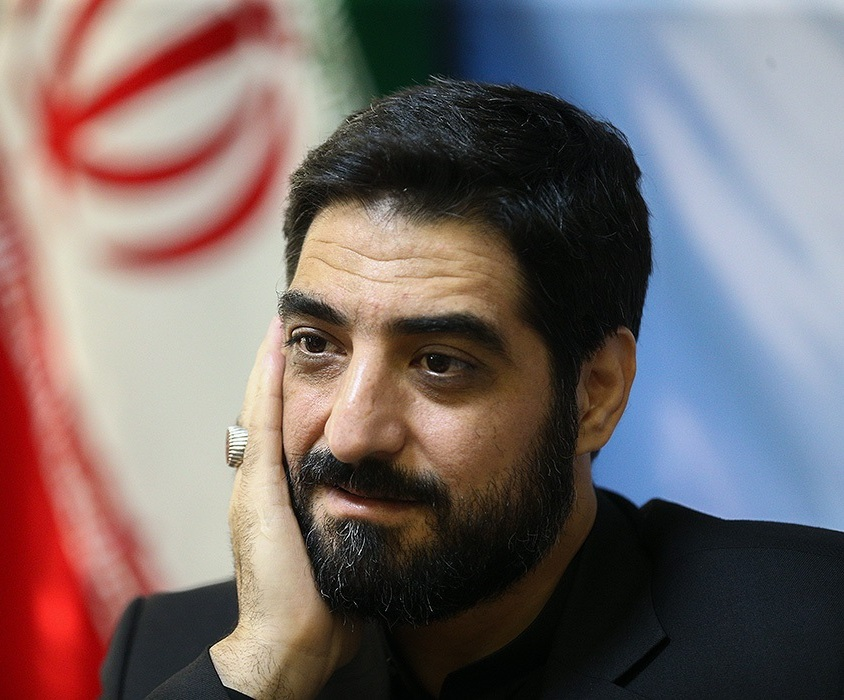
مصاحبه با خبرگزاری فارس ۱۷ مهر ۱۳۹۸

سید مجید بنی‌فاطمه (متولد بهمن ۱۳۵۶) مداح اهل ایران است. او از سال ۱۳۷۱ به صورت جدی، به مداحی می پردازد.

## زندگی‌نامه
سید مجید بنی فاطمه درسال ١٣۵۶ در تهران متولد شد و تحصیلات علمی خود را تا سطح دیپلم ادامه داده است و پس از آن به مداحی روی آورد. او مداحی حرفه‌ای را از سال ۱۳۷۱ در حالی که ۱۵ سال سن داشت آغاز کرد. وی معتقد است که آشنایی با سعید حدادیان در یک تشیع جنازه، سبب پیشرفت چشم‌گیر او شد. بنی‌ فاطمه اکنون در هیئت ریحانة الحسین محله باغ فیض تهران، مداحی می‌کند. وی با مداحی «عمو عباس» نزد عموم شناخته می‌شود.

## حواشی
وی در عید غدیر خم سال ۱۳۹۵، در برنامه خندوانه، ساخته رامبد جوان شرکت نمود. این قبول دعوت وی، با برخی توهین‌ها در صفحه مجازی او همراه بود.